# Афанасий (Фахд)
Митрополи́т Афана́сий (араб. المتروبوليت أثناسيوس‎, в миру Альбер Фахд, араб. ألبير فهد‎; род. 1965, Латакия) — епископ Антиохийской православной церкви, митрополит Латакийский (Лаодикийский), ипертим и экзарх всей Феодориады.

## Биография
Родился в 1965 году в Латакии. Там же прошло его детство. В семье был вторым ребёнком из четырёх.
Получил степень инженера-агронома от Тишринского университета в Латакии, а также прошёл обязательную службу и работал в Главном управлении сельского хозяйства.
Затем он отправился в Грецию, где поступил на богословский факультет Университета Аристотеля в Салониках, во время обучения в котором часто посещал Афон. Окончил богословский факультет со степенью магистра богословия.
В 1997 году пострижен в монашество и в том же году был рукоположён во диакона. В 1998 году был рукоположён во пресвитера с возведением в сан архимандрита. Служил патриаршем Георгиевском монастыре Хумайра в период настоятельства там будущего патриарха Иоанна X. В 2008 году, когда епископ Иоанн (Язтджи) был переведён в Европейскую епархию, последовал вслед за ним и некоторое время окормлял Парижский приход.
В 2011 году митрополит Аккарский Василий (Мансур) призвал его быть своим епитропом в Тартусе.
На прошедшем 21-23 июня 2011 года заседании Священного Синода Антиохийской Православной Церкви был избран викарием Аккарской епархии с титулом «Тартусский». 17 июля 2011 года состоялась его епископская хиротония, которую совершили: патриарх Антиохийский Игнатий IV, митрополит Мексиканский Антоний (Шедрауи), митрополит Тиросидонский Илия (Кфури), митрополит Хомский Георгий (Абу-Захам), митрополит Сан-Паульский Дамаскин (Мансур), митрополит Аккарский Василий (Мансур), митрополит Европейский Иоанн (Язиджи), митрополит Бострийский Савва (Эсбер), митрополит Алеппский Павел (Язиджи), епископ Дарайский Моисей (Хури), епископ Каррский Гаттаз (Хазим), епископ Кесарийский Игнатий (Самаан), епископ Апамейский Исаак (Баракат) и епископ Николай (Баалбаки).
Вплоть до избрания на митрополичью кафедру являлся настоятелем Ильинского монастыря в городе Тартусе.
В феврале 2015 года сопровождал патриарха Антиохийского Иоанна X во время его поездки в Москву.
25 апреля 2018 года синодальным решением был избран митрополитом Латакийским вместо умершего 3 апреля того же года митрополита Иоанна (Мансура). 4 мая того же года в Соборе Святого Георгия в Латакии состоялась интронизация митрополита Афанасия, которую возглавил Патриарх Иоанн X.